# Wilków Wielki
Wilków Wielki (alemán: Groß Wilkau) es una localidad del distrito de Dzierżoniów, en el voivodato de Baja Silesia (Polonia). 
Se encuentra en el suroeste del país, dentro del término municipal de Niemcza, a unos 4 km al norte de la localidad homónima y sede del gobierno municipal, a unos 22 al este de Dzierżoniów, la capital del distrito, y a unos 44 al sur de Breslavia, la capital del voivodato. Wilków Wielki perteneció a Alemania hasta 1945, año en que el pasó a formar parte del voivodato polaco de Breslavia. Entre 1975 y 1998 perteneció al voivodato de Wałbrzych.
- Datos: Q8002638
- Multimedia: Wilków Wielki / Q8002638